# سفارة النرويج في قبرص
سفارة النرويج في قبرص هي أرفع تمثيل دبلوماسي لدولة النرويج لدى قبرص. تقع السفارة في نيقوسيا وهي تهدف لتعزيز المصالح النرويجية في قبرص.

## وصلات خارجية
- قائمة سفارات النرويج
- قائمة السفارات في قبرص